# Pic du Midi d’Ossau
Der Pic du Midi d’Ossau („Ossauer Mittagsspitze“) ist ein auf der französischen Seite etwa zehn Kilometer nördlich des Pyrenäenhauptkamms isoliert stehender 2884 m hoher Berg vulkanischen Ursprungs im Südosten der historischen Provinz Béarn im heutigen Département Pyrénées-Atlantiques in der Region Nouvelle-Aquitaine.

## Lage
Der Pic du Midi d’Ossau befindet sich auf dem Gemeindegebiet von Laruns im Nationalpark Pyrenäen. Nächstgelegene größere Städte sind Pau (rund 40 Kilometer nördlich) oder Tarbes (etwa 68 Kilometer nordöstlich). Die Pilgerstadt Lourdes ist nur gut 50 Kilometer entfernt.

## Geologie
Die beiden deutlich sichtbaren Bergspitzen Pic du Midi d’Ossau sind nur ein Teil eines annähernd runden Vulkan-Massivs mit einer deutlich erkennbaren Caldera im Zentrum. Seine Entstehung wird mit der Variszischen Orogenese vor etwa 250 bis 400 Millionen Jahren in Verbindung gebracht.

## Besteigung
Der Pic du Midi d’Ossau wurde im Jahr 1552 erstmals bestiegen; weitere dokumentierte Besteigungen folgten in den Jahren 1787 und 1797. Heutige Eintages-Begehungen starten zumeist von der südlich von Laruns gelegenen Berghütte Cabane d’Araille (1720 m) aus; eine weitere Hütte (Refuge de Pombie) befindet sich auf 2032 Meter Höhe.